# Tephronia corticaria
Tephronia corticaria là một loài bướm đêm trong họ Geometridae.